# Belo Blato

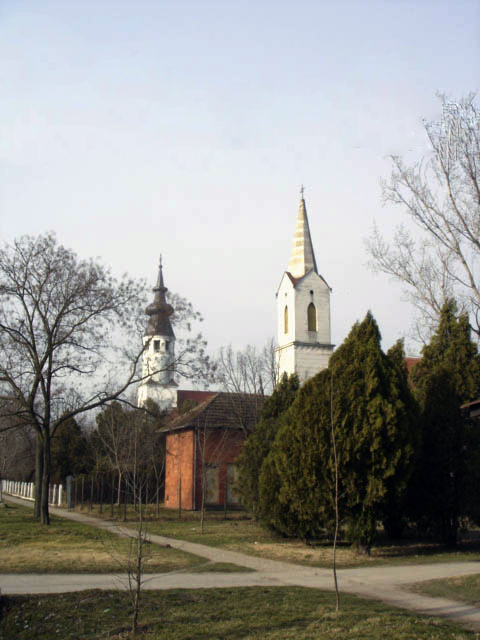
Die Römisch-katholische und Slowakisch-evangelische Kirche in Belo Blato

Belo Blato (serbisch-kyrillisch Бело Блато; slowakisch: Lízika und Biele Blato; ungarisch: Nagyerzsébetlak; deutsch: Elisenheim) ist ein Ort im serbischen Banat und gehört zum Verwaltungsgebiet der Stadt Zrenjanin. Der Ortsname lautet deutsch übersetzt Weißer Schlamm und leitet sich vom angrenzenden Belo jezero (Weißer See) ab.

## Geschichte
Der Ort Belo Blato wurde im Jahr 1866 von Banater Schwaben gegründet, die das Dorf Elisenheim nannten. Nach einem Hochwasser im Jahr 1876 verließen die Hälfte der Einwohner und zogen in das heute rumänische Banat und gründeten das Dorf Josefsdorf. Daraufhin besiedeln rund 180 slowakische Familien aus dem nahe gelegenen Padina das Gebiet um 1883 erneut, denen einige Zeit später Deutsche, Magyaren und Bulgaren folgten. Letztere kamen aus den umliegenden Orten Mužlja und Lukino Selo. Die Siedler katholischer Konfession gründeten im Jahr 1895 die erste Kirche, der 1902 ein weiteres evangelisches Gotteshaus für die slowakische Gemeinschaft folgte. Außerdem wurden eine Grundschule, ein Priesterhaus und eine Mühle erbaut. Die Kolonisierung Elisenheims dauerte bis zur Jahrhundertwende.
Am Ende des Ersten Weltkrieges, nach dem Zerfall der Habsburgermonarchie gehörten die rund 1,5 Millionen Donauschwaben zu je einem Drittel zu Ungarn, Rumänien und Jugoslawien. Elisenheim gehörte ab 1918 zum Königreich Serbien, Amtssprache war serbisch.
Mit dem deutschen Überfall auf Jugoslawien am 6. April 1941 geriet das Banat unter deutsche Militärverwaltung, die Donauschwaben wurden unter einem sogenannten „freiwilligen Muss“ zum deutschen Militärdienst eingezogen. Als im Oktober 1944 die Titopartisanen und die Rote Armee das Regiment im Banat übernahmen, waren alle Volksdeutschen Jugoslawiens vom „Antifaschistischen Rat der Volksbefreiung Jugoslawiens“ (AVNOJ) zu Volksfeinden erklärt worden. Die AVNOJ-Beschlüsse von Jajce (Bosnien) vom 21. November 1943 führten zur Aberkennung bürgerlichen Rechte, Enteignung, Evakuierung, Internierung in Vernichtungslager und Tötung, Flucht und Vertreibung der Donauschwaben. Unter dem Regime Titos kam es zu Misshandlungen und Erschießungen von 10 Elisenheimern in Betschkerek. Am 9. Mai 1945 wurden die deutschen Elisenheimer zusammengerottet und anschließend in Sigmundsfeld interniert, Familien auseinandergerissen. 30 Elisenheimer sind hauptsächlich im Lager in Rudolfsgnad gestorben, in Russland starben 4 Elisenheimmer, 16 Elisenheimer wurden nach Russland verschleppt.
1962 wurden Strom- und Frischwasserleitungen, ein Abwassersystem und ein Telefonnetz installiert, die Straßen nach und nach gepflastert.

## Bildung
Zur Aufrechterhaltung der jeweiligen Kultur werden Kinder in der Grundschule noch heute in slowakischer und ungarischer Sprache unterrichtet.

## Demografie
In Belo Blato lebten laut einer Zählung 2002 insgesamt 1173 volljährige Personen, deren Durchschnittsalter bei 39,4 Jahren liegt (38,4 bei den männlichen und 40,4 bei den weiblichen Einwohnern). In den 568 Privathaushalten leben durchschnittlich 2,6 Personen.
Mit 39,47 % stellen die Slowaken den größten ethnischen Anteil, denen mit 33,03 % Ungarn und mit 8,66 % Bulgaren folgen. Lediglich 7,98 % der Bevölkerung bekennen sich als Serben. Den Rest bilden unter anderem Jugoslawen, Roma und Rumänen. Zeugnisse der einst deutschen Bevölkerung finden sich auf dem Friedhof von Belo Blato, auf den Mahnmalen der Vernichtungslager und Massengräber. Die Nachfahren der Banater Donauschwaben leben verstreut in Europa und Übersee, Gründe dafür sind Flucht und Vertreibung als Folge des II. Weltkrieges.
Es war und ist ein starker Rückgang der Einwohnerzahl zu beobachten, der derzeit nicht nur durch die schlechte wirtschaftliche Lage bedingt ist, sondern auch auf den Stimmenfang seitens der ungarischen und slowakischen Regierung, die als EU-Mitgliedsländer, die Auswanderung von Ungarn und Slowaken erleichtern.
| Bevölkerungsentwicklung |           |
| Jahr                    | Einwohner |
| 1931                    | 2229      |
| 1948                    | 2159      |
| 1953                    | 2490      |
| 1961                    | 2031      |
| 1971                    | 1841      |
| 1981                    | 1746      |
| 1991                    | 1762      |
| 2002                    | 1473      |